# Drawica
Drawica (także: Mąkowarka) – rzeka na Pojezierzu Drawskim w powiecie drawskim, w województwie zachodniopomorskim, lewy dopływ Drawy.

## Przebieg
Rzeka ma długość około 17 lub 18 km. Trudno jednoznacznie wskazać, gdzie znajdują się jej źródła - przyjmuje się, że zaczyna się w okolicy jeziora Giżyńskiego (pomiędzy nim a jeziorem Orle Małe). Jedynym nadbrzeżnym miastem jest Kalisz Pomorski z jedenastoma mostami. Po zachodniej stronie miasta istniał w XIX wieku młyn wodny. Wkrótce po przepłynięciu przez jezioro Mąkowarskie wpływa do Drawy, jako lewy dopływ.
Do jeziora Giżyńskiego, oprócz uważanego za właściwą Drawicę cieku, wpada inny potok, wpływający do jeziora Giżyńskiego na północ od przysiółka Pniewy. Jest on bardziej wartki i dłuższy, niż uważane za właściwe koryto Drawicy płynące od strony jeziora Orle Małe. Potok ten wypływa pod wsią Poźrzadło Wielkie i przed dotarciem do jeziora Giżyńskiego, przepływa przez jezioro Tarnica. Przyjąwszy, że ciek od Poźrzadła Wielkiego jest właściwym początkiem Drawicy, to długość tej rzeki zwiększyć należy o 4 kilometry (do 22 kilometrów). 
Rzeka jest potokiem nizinnym żwirowym. Przepływa przez tereny leśne i rolne. 

## Turystyka
Wzdłuż koryta rzeki biegnie niebieski szlak rowerowy "Drawica i Jezioro Mąkowarskie".